# Gianni Caldana
Gianni Caldana (ur. 19 listopada 1913 w Vicenzy, zm. 6 września 1995 w Desenzano del Garda) – włoski lekkoatleta (płotkarz, sprinter i skoczek w dal), wicemistrz olimpijski z 1936.
Odpadł w półfinale biegu na 110 metrów przez płotki na mistrzostwach Europy w 1934 w Turynie.
Na igrzyskach olimpijskich w 1936 w Berlinie zdobył srebrny medal w sztafecie 4 × 100 metrów za zespołem Stanów Zjednoczonych (sztafeta włoska biegła w składzie: Orazio Mariani, Caldana, Elio Ragni i Tullio Gonnelli). Na tych samych igrzyskach Caldana zajął 12. miejsce w skoku w dal oraz odpadł w eliminacjach biegu na 110 metrów przez płotki.
Zajął 4. miejsce w sztafecie 4 × 100 metrów (w składzie: Gonnelli, Caldana, Edoardo Daelli i Mariani) na mistrzostwach Europy w 1938 w Paryżu.
Caldana był mistrzem Włoch w biegu na 110 metrów przez płotki w latach 1935-1938 i 1940, a także w sztafecie 4 × 100 metrów w 1942 i 1945.
Wyrównał rekord Włoch w skoku w dal wynikiem 7,50 m (14 lipca 1936 we Florencji) oraz w biegu na 110 metrów przez płotki czasem 14,7 s (22 września 1940 w Mediolanie).